# Victorine Gboko Wodié
Victorine Gboko-Tweetsly Wodié là một luật sư, quan tòa và chính trị gia đến từ Bờ Biển Ngà.
Từ năm 2002 đến 2003, cô là Bộ trưởng Bộ Tư pháp bị buộc tội Nhân quyền; từ 2003 đến 2005, bà là Bộ trưởng Nhân quyền. Năm 2007, cô được bầu làm chủ tịch Ủy ban Nhân quyền Quốc gia.